# Traffic (album)
Pour les articles homonymes, voir Traffic.
Pour l’article ayant un titre homophone, voir Trafic.
Albums de Traffic
Mr. Fantasy
(1967) Last Exit
(1969)
Traffic est le 2e album studio du groupe rock britannique éponyme Traffic, dont le style varie du rock psychédélique à l'acid jazz. C'est leur deuxième album parut en octobre 1968. Il atteint la 9e place des charts britanniques le 26 octobre 1968, et la 17e des charts américains.
L'album est cité dans l'ouvrage de référence de Robert Dimery Les 1001 albums qu'il faut avoir écoutés dans sa vie et dans quelques autres listes similaires.

## Historique
Après leur premier album Mr. Fantasy, Traffic travaille à un album plus conventionnel, peut-être avec moins de références à la drogue et aux influences psychédéliques. Avant l'enregistrement, ils décident de rétablir dans ses fonctions le guitariste Dave Mason. Celui-ci avait quitté le groupe avant la sortie du premier album.
Après la sortie de Traffic, le groupe part en tournée aux États-Unis et Dave Mason est encore écarté du groupe. Au début de l'année 1969, Winwood annonce la dissolution de Traffic puis il forme Blind Faith avec Eric Clapton. Les 3 autres membres de Traffic travaillent sur le projet Wooden Frog. En 1970, après la dissolution de Blind Faith, Winwood se réunit avec Capaldi et Wood pour l'album John Barleycorn Must Die.

## Liste des chansons
| No  | Titre                                                        | Durée |
| --- | ------------------------------------------------------------ | ----- |
| 1.  | You Can All Join In (Mason)                                  | 3:34  |
| 2.  | Pearly Queen (Capaldi / Winwood)                             | 4:20  |
| 3.  | Don't Be Sad (Mason)                                         | 3:24  |
| 4.  | Who Knows What Tomorrow May Bring (Capaldi / Winwood / Wood) | 3:11  |
| 5.  | Feelin' Alright? (en) (Mason)                                | 4:16  |
| 6.  | Vagabond Virgin (Capaldi / Mason)                            | 5:21  |
| 7.  | Forty Thousand Headmen (en) (Capaldi / Winwood)              | 3:15  |
| 8.  | Cryin' to Be Heard (Mason)                                   | 5:14  |
| 9.  | No Time to Live (Capaldi / Winwood)                          | 5:10  |
| 10. | Means to an End (Capaldi / Winwood)                          | 2:39  |

Pistes bonus de la réédition britannique de 2000 :
| No  | Titre                                                                  | Durée |
| --- | ---------------------------------------------------------------------- | ----- |
| 11. | Here We Go 'Round the Mulberry Bush (Capaldi / Mason / Winwood / Wood) | 2:45  |
| 12. | Am I What I Was or Am I What I Am (Capaldi / Winwood / Wood)           | 2:36  |
| 13. | Withering Tree (Capaldi / Winwood)                                     | 2:57  |
| 14. | Medicated Goo (Miller / Winwood)                                       | 3:39  |
| 15. | Shanghai Noodle Factory (Capaldi / Fallon / Miller / Winwood / Wood)   | 5:03  |

## Autres versions
Les pistes bonus sur la nouvelle version américaine remasterisée diffèrent de la réédition anglaise. Les bonus américains sont Withering Tree (stéréo), et des mixages mono des singles You Can All Join In et Feelin' Alright. La remasterisation de l'an 2000 est réalisée avec Jim Capaldi.

## Personnel
- Steve Winwood - Claviers, guitare, basse, chant
- Dave Mason - guitare, basse, sitar, orgue, chant
- Chris Wood - flûte, saxophone, percussions
- Jim Capaldi - batterie, percussions, chœurs, design

## Production
- Jimmy Miller - producteur
- Terry Brown, Eddie Kramer, Glyn Johns, Brian Humphries - Ingénieurs
- Richard Polak - photographie

## Sources
- (en) Cet article est partiellement ou en totalité issu de l’article de Wikipédia en anglais intitulé « Traffic (Traffic album) » (voir la liste des auteurs).